# 伍茲湖 (亞利桑那州)
伍茲湖（英語：Lake of the Woods）是位於美國亞利桑那州納瓦霍縣的一個人口普查指定地區。根據2010年美國人口普查，該地人口為4094人，而該地的面積約為10.73平方千米。

## 地理
伍茲湖的座標為34°09′17″N 109°59′37″W / 34.15472°N 109.99361°W，而該地最高點為海拔高度2068米（即6785英尺）。